# شهرستان ژاری
شهرستان ژاری (به لهستانی: Żary County) یک پوویات در لهستان است که در استان لوبوسکی واقع شده‌است.

## خصوصیات
شهرستان ژاری ۱٬۳۹۳٫۴۹ کیلومترمربع مساحت و ۹۸٬۹۲۹ نفر جمعیت دارد.